# Пало Секо (Порторико)
Пало Секо (шп. Palo Seco) град је у америчкој острвској територији Порторико, острвској држави Кариба.

## Демографија
По попису из 2010. године број становника је 1.008, што је 144 (-12,5%) становника мање него 2000. године.
| Група             | 2000.          | 2010.       |
| Белци             | 0 (0,0%)       | 8 (0,8%)    |
| Афроамериканци    | 252 (21,9%)    | 323 (32,0%) |
| Азијати           | 13 (1,1%)      | 2 (0,2%)    |
| Хиспаноамериканци | 1.152 (100,0%) | 998 (99,0%) |
| Укупно            | 1.152          | 1.008       |